# سوخوي سو-29
سوخوي سو-29 (بالإنجليزية: Sukhoi Su-29)‏ هي أنتجت في روسيا. من صناعة سوخوي.